# Rafael Dávila Egüez
Rafael Antonio Dávila Egüez (12 de febrero de 1960, Quito, Ecuador) es un ingeniero y político ecuatoriano. Ocupó el cargo de prefecto de la provincia de Loja entre 2014 y 2023.

## Biografía
Estudió ingeniería química en la Escuela Politécnica Nacional, donde también obtuvo un posgrado en ingeniería industrial. Posteriormente trabajó como docente en la Universidad Nacional de Loja, además de haber ocupado el cargo de presidente de la Cámara de Industrias de Loja.
En las elecciones legislativas de 1998 fue elegido diputado en representación de la provincia de Loja por el partido Democracia Popular. En 2002 fue reelecto al cargo, esta vez por la alianza entre la Izquierda Democrática y el Movimiento de Integración Regional Ecuatoriana. A principios de 2005 denunció inconsistencias en la declaración de bienes presentada por el diputado lojano Jorge Montero Rodríguez, aseverando que las mismas se debían a que muchas propiedades de Montero estaban a nombre de sus familiares cercanos, lo que constituía delito de testaferrismo familiar. También acusó a Montero de otros actos de corrupción, además de insultar a sus adversarios políticos.
En las elecciones legislativas de 2009 fue elegido asambleísta en representación de la provincia de Loja por el movimiento Conciencia Ciudadana. Durante su tiempo como asambleísta se posicionó en contra de las políticas del presidente Rafael Correa.

### Prefecto de Loja
En las elecciones seccionales de 2014 se presentó como candidato a la prefectura de Loja por la alianza entre los movimientos CREO y Convocatoria por la Unidad Provincial, ganando la elección con el 39.8% de votos contra el 29.84% del candidato del partido oficialista. Entre sus principales propuestas como prefecto constaron atención al sector vial, producción y sistemas de riego.
Para las elecciones de 2019 fue reelecto al cargo.